# Zhejiang Lions
O Zhejiang Lions é um clube profissional de basquetebol chinês sediado em Hangzhou, Zhejiang. A equipe disputa a divisão sul da Chinese Basketball Association .

## História
Foi fundado em 2005.

## Notáveis jogadores
- Gabe Muoneke (2006–2007)
- Rodney White (2007–2010, 2012)
- Jin Lipeng (2008–2010, 2011–2013)
- Kasib Powell (2008)
- Lin Chih-chieh (2009–)
- Wu Tai-hao (2007–)
- Jelani McCoy (2009)
- Peter John Ramos (2009–2013)
- Javaris Crittenton (2010)
- Tre Kelley (2010–2011)
- Rafer Alston (2011)
- Wilson Chandler (2011–2012)
- Al Thornton (2012)
- Gary Forbes (2012–2013)
- Jonathan Gibson (2013–2014)
- Johan Petro (2013–2014)
- Chris Johnson (2013–2014)
- Jamaal Franklin (2014–2015)
- Kevin Murphy (2015)
- Jeremy Pargo (2015–2016)